# Namiestnik Rzeszy
Namiestnik Rzeszy (niem. Reichsstatthalter) - urząd lokalnych pełnomocników rządu III Rzeszy. Stworzony w 1933 roku, po objęciu władzy w Niemczech przez NSDAP, i istniejący do zakończenia II wojny światowej. 
Namiestnik Rzeszy był odpowiedzialny za całokształt prac kontrolnych i administracyjnych w podlegającym sobie regionie.